# ترنس‌پناین اکسپرس
ترَنس‌پناین اکسپرس (انگلیسی: TransPennine Express) یک شرکت ترابری ریلی در بریتانیا است.
این شرکت که زیرمجموعه شرکت فرست‌گروپ است در سال ۲۰۱۶ تأسیس شده و خدمات مسافربری ریلی در شمال غربی انگلستان، یورک‌شر و هامبر، شمال شرقی انگلستان و اسکاتلند با ۱۹ ایستگاه راه‌آهن ارائه میدهد.